# De reünie (televisieprogramma)
De reünie is een televisieprogramma van de Nederlandse omroepvereniging KRO-NCRV (voorheen KRO) waarin een groep mensen, meestal oud-leerlingen van een schoolklas, na jaren weer bij elkaar wordt gebracht en enkele van hun levensverhalen worden besproken. Het decor is een simpel klaslokaal met tafels en stoelen. De eerste uitzending was op 6 juni 2005, waarin een klas van de Scholengemeenschap voor LBO uit Goes na twintig jaar werd herenigd.
De uitzending wordt altijd gestart met beelden van historische gebeurtenissen uit de tijd van de toenmalige schoolklas. In de loop van de uitzending komen er reportages langs met (levens-)verhalen van mensen. Tussendoor voert de presentator gesprekken met de oud-klasgenoten. De uitzending wordt afgesloten met een klassenfoto.
In de originele vorm, die men tot 2019 gebruikte, stond het programma in het teken van een schoolklas van onbekende Nederlanders. Vanaf 2025 staat het teken in groepen waar een bekende Nederlander deel van uitmaakte, zoals een schoolklas, voetbalclub of musicalgroep.

## Presentatie
Rob Kamphues was de eerste presentator van het programma. In 2014 heeft Patrick Lodiers de presentatie overgenomen. In het najaar van 2017 werd Anita Witzier de presentator, samen met Jan Kooijman en Ajouad El Miloudi. Sinds 2025 presenteert Herman van der Zandt.

## Specials
- Naast de reguliere uitzendingen met 'gewone' klassen worden er zo nu en dan ook speciale uitzendingen gemaakt. Zo is op 27 december 2009 de klas van Anne Frank te gast geweest, tachtig jaar na haar geboorte.
- Naar aanleiding van het vijftigjarig bestaan van Studio Sport is ook een speciale uitzending gemaakt, op 5 april 2009 waren verschillende (oud-)medewerkers te gast. Ook is er een uitzending geweest met voormalig soldaten van Dutchbat.
- Op 13 november 2011 was de honderdste aflevering van De Reünie, met daarin 15 Zuid-Molukkers die in 1960 in Schattenberg woonden, een voormalig woonoord voor gedemobiliseerde KNIL-militairen.
- Een andere special werd uitgezonden op 29 april 2012, waarin de klas te gast was, waarover het boek en de film Achtste-groepers huilen niet gaan. Dit boek gaat over een meisje met leukemie, dat uiteindelijk overlijdt.
- Een andere special werd uitgezonden op 6 januari 2013, waarin de klas van de rechercheurs van de Ontvoering van Freddy Heineken te zien was.
- In 2013 werd er een seizoen lang een jeugdversie uitgezonden: De Reünie Zapp.
- Op 28 december 2014 werd er een special uitgezonden over de beklimmers van de K2 berg.
- Op 24 en 31 juli 2016 bracht het programma in twee uitzendingen de Nederlandse ploeg van de Olympische Spelen 2000 in Sydney bijeen.